# Jiří Pelikán
Jiří Pelikán (* 7. Februar 1923 in Olomouc, Tschechoslowakei; † 26. Juni 1999 in Rom) war ein tschechischer Publizist, im Prager Frühling bedeutsamer kommunistischer Politiker, später Abgeordneter des Europaparlaments für die Sozialistische Partei Italiens.

## Leben
Jiří Pelikán ist ein Sohn des Bildhauers und Medailleurs Julius Pelikán (Nové Veseli 1887–1969 Olmütz). 1939 wurde Pelikán Mitglied der im Exil tätigen Kommunistischen Partei der Tschechoslowakei. Nach dem Zweiten Weltkrieg engagierte er sich für den kommunistischen Umsturz in seiner Heimat. Von 1953 bis 1963 hatte er führende Funktionen in der kommunistisch dominierten International Union of Students inne. Anschließend war er bis 1968 Direktor des Tschechoslowakischen Fernsehens. In dieser Funktion und als Abgeordneter des Tschechoslowakischen Parlaments trug er wesentlich zum Prager Frühling bei und wurde einer seiner Protagonisten. Ihm gelang mit Helmut Zilk die erste Livediskussion Stadtgespräche, gemeinsam mit dem ORF, die sowohl in als auch außerhalb der CSSR übertragen wurde.
Nach dem Einmarsch der Truppen des Warschauer Pakts am 20. August 1968 in Prag organisierte er den publizistischen Widerstand. Deshalb musste er nach dem endgültigen Sieg des reformfeindlichen Flügels der KPČ unter Gustáv Husák 1969 die Tschechoslowakei verlassen und fand politisches Asyl in Italien. Dort trat er der Sozialistischen Partei Italiens bei und war für diese von 1979 bis 1989 Abgeordneter im Europäischen Parlament. Nach der Samtenen Revolution in seiner tschechoslowakischen Heimat gehörte er von 1990 bis 1991 dem Konsultativrat des Staatspräsidenten der ČSFR, Václav Havel, an. 1999 starb Jiří Pelikán in Rom nach langer Krankheit.
Pelikán war mit der tschechischen Schauspielerin Jitka Frantová verheiratet, die vor allem durch die ORF-Serie „Das Ende der Großen Ferien“ bekannt wurde.
2009 wurden Vorwürfe öffentlich, wonach Pelikan 1960/61 dem tschechoslowakischen Geheimdienst dabei geholfen haben soll, den West-Berliner Studentenfunktionär und damaligen Ostreferenten des Liberalen Studentenbunds Deutschlands, Dieter Koniecki, in den Ostteil der Stadt zu locken, wo dieser verhaftet und später in Prag wegen angeblicher Spionage zu zehn Jahren Gefängnis verurteilt wurde.